# Stygobromus lucifugus
Stygobromus lucifugus is een vlokreeftensoort uit de familie van de Crangonyctidae. De wetenschappelijke naam van de soort is voor het eerst geldig gepubliceerd in 1882 door Hay.